# Ксіомара Гетрау
Ксіомара Гетрау (22 жовтня 1994) — суринамська плавчиня. Учасниця Чемпіонату світу з водних видів спорту 2017, де в попередніх запливах на дистанції 50 метрів на спині посіла 47-ме місце і не потрапила до півфіналу.